# Navy CIS: Origins
Navy CIS: Origins (Originaltitel: NCIS: Origins) ist eine seit 2024 produzierte US-amerikanische Krimiserie, die von einem jungen Special Agent Leroy Jethro Gibbs aus dem Jahr 1991 handelt. Sie beschreibt die Anfänge des Special Agent der noch damals lautenden Behörde NIS. Sie ist ein Prequel zur Serie Navy CIS. Die erste Staffel lief ab Oktober 2024 bei CBS. Im Februar 2025 wurde die Serie um eine zweite Staffel verlängert. Die deutschsprachige Erstveröffentlichung startete am 22. Juli 2025 auf Joyn bzw. am 29. Juli 2025 auf Sat.1.

## Handlung
Die Serie handelt von der Figur Leroy Jethro Gibbs, bekannt aus der Serie Navy CIS, die ab dem Zeitpunkt einsetzt, wo seine Frau und seine Tochter ermordet werden. Im Jahr 1991 war Gibbs noch beim Marine Corps, als das passierte. Als er dann aus dem Dienst ausschied, suchte er den Mörder, Pedro Hernandez, seiner Familie und erschoss ihn mit einem Scharfschützengewehr aus großer Distanz in den Kopf. Anschließend heuerte Gibbs bei der Bundesbehörde NIS an, die 1992 in NCIS umbenannt wurde. Dort als Frischling untersteht er seinem Mentor und Freund Special Agent Mike Franks.
Begleitet wird die Serie von Mark Harmon, der die Geschehnisse erzählt. Mark Harmon spielte bereits in der Originalserie Navy CIS die Figur Leroy Jethro Gibbs von Staffel 1 bis 19.

## Besetzung und Synchronisation

### Hauptdarsteller

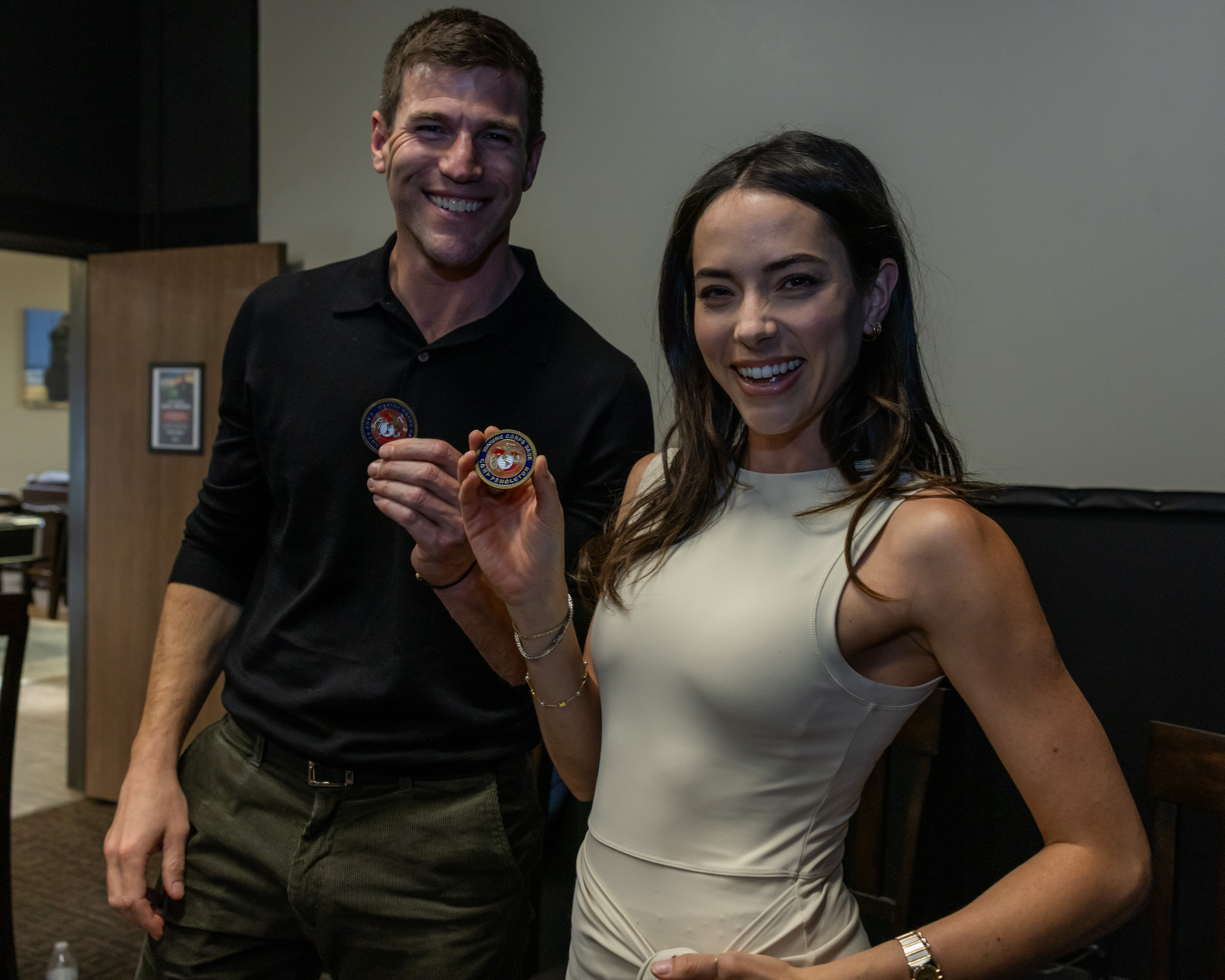
Die Hauptdarsteller Austin Stowell & Mariel Molino (2024)

| Rollenname                                    | Schauspieler     | Hauptrolle | Nebenrolle       | Synchronsprecher |
| --------------------------------------------- | ---------------- | ---------- | ---------------- | ---------------- |
| Special Agent Leroy Jethro Gibbs              | Austin Stowell   | 1.01–      |                  | Dennis Herrmann  |
| Special Agent Leroy Jethro Gibbs              | Mark Harmon      | 1.01–      | Wolfgang Condrus |                  |
| Special Agent Mike Franks                     | Kyle Schmid      | 1.01–      |                  | Martin Kautz     |
| Special Agent Cecilia „Lala“ Dominguez        | Mariel Molino    | 1.01–      |                  | Victoria Frenz   |
| Field Operation Support Officer Mary Jo Hayes | Tyla Abercrumbie | 1.01–      |                  | Nora Kunzendorf  |
| Special Agent Vera Strickland                 | Diany Rodriguez  | 1.01–      |                  | Magdalena Helmig |
| Special Agent Bernard „Randy“ Randolf         | Caleb Foote      | 1.14–      | 1.01–1.13        | Patrick Baehr    |

### Gastdarsteller
- Tonantzin Carmelo als Tish Kwa’la
- Patrick Fischler als Special Agent in Charge Cliff Wheeler
- Julian Black Antelope als Chief Medical Examiner Témet Téngalkat
- Michael Harney als Richard Kowalski
- Bobby Moynihan als Woodrow „Woody“ Browne
- Ely Henry als Philip Elertson
- Eric Normington als Roger Murphy
- Aaron Wilton als Special Agent JJ Henneberry
- Robert Taylor als Jackson Gibbs

## Episodenliste
| Nr. | Deutscher Titel          | Originaltitel          | Erstausstrahlung USA | Deutschsprachige Erstveröffentlichung (D/A/CH) | Regie                | Drehbuch                                                               | Zuschauer (USA) | Zuschauer (D) |
| --- | ------------------------ | ---------------------- | -------------------- | ---------------------------------------------- | -------------------- | ---------------------------------------------------------------------- | --------------- | ------------- |
| 1 | Special Agent Gibbs      | Enter Sandman          | 14. Okt. 2024        | 22. Juli 2025                                  | Niels Arden Oplev    | Gina Lucita Monreal & David J. North                                   | 5,03 Mio.       | 1,09 Mio.     |
| Die Handlung dieser Geschichte findet um den 13. Oktober 1991 statt. |                          |                        |                      |                                                |                      |                                                                        |                 |               |
| 2 | Sandman                  | Enter Sandman, Part 2  | 14. Okt. 2024        | 22. Juli 2025                                  | Niels Arden Oplev    | Gina Lucita Monreal & David J. North                                   | 5,03 Mio.       | 1,10 Mio.     |
| Die Handlung dieser Geschichte findet um den 20. Oktober 1991 statt. |                          |                        |                      |                                                |                      |                                                                        |                 |               |
| 3 | Ohne Regeln              | Bend, Don’t Break      | 21. Okt. 2024        | 29. Juli 2025                                  | John Terlesky        | Jon Worley                                                             | 4,06 Mio.       | 0,85 Mio.     |
| Die Handlung dieser Geschichte findet um den 21. Oktober 1991 statt. |                          |                        |                      |                                                |                      |                                                                        |                 |               |
| 4 | Der Grund zum Leben      | All’s Not Lost         | 28. Okt. 2024        | 29. Juli 2025                                  | Hanelle M. Culpepper | Michael J. Ballin & Thomas Aguilar                                     | 3,77 Mio.       | 0,83 Mio.     |
| 5 | Im Tunnel                | Last Rites             | 4. Nov. 2024         | 5. Aug. 2025                                   | Lionel Coleman       | Margarita Matthews                                                     | 3,52 Mio.       | 0,61 Mio.     |
| Die Handlung dieser Geschichte findet um den 5. November 1991 statt. |                          |                        |                      |                                                |                      |                                                                        |                 |               |
| 6 | Inkognito                | Incognito              | 11. Nov. 2024        | 5. Aug. 2025                                   | Pete Chatmon         | Shalisha Francis-Feusner                                               | 3,90 Mio.       | 0,59 Mio.     |
| Die Handlung dieser Geschichte findet um den 12. November 1991 statt. |                          |                        |                      |                                                |                      |                                                                        |                 |               |
| 7 | Gebrochene Flügel        | One Flew Over          | 25. Nov. 2024        | 12. Aug. 2025                                  | Jessica Lowrey       | Rafael Samano, Margarita Matthews & Gina Lucita Monreal                | 3,50 Mio.       | –             |
| Die Handlungen dieser Geschichte findet Ende November 1991 statt. Rückblenden zeigen Ereignisse aus März 1991, nachdem Gibbs zurück nach Hause kommt und seine Frau und Tochter nicht mehr da sind. |                          |                        |                      |                                                |                      |                                                                        |                 |               |
| 8 | Beichten und Geheimnisse | Sick as Our Secrets    | 2. Dez. 2024         | 12. Aug. 2025                                  | Ed Ornelas           | Stephen Day & Daniel J. Egbert                                         | 3,79 Mio.       | –             |
| 9 | Tot oder lebendig        | Vivo o Muerto          | 9. Dez. 2024         | 19. Aug. 2025                                  | Loren Yaconelli      | Gina Lucita Monreal, Michael J. Ballin, Thomas Aguilar & Rafael Samano | 3,40 Mio.       | –             |
| 10 | Blue Bayou               | Blue Bayou             | 16. Dez. 2024        | 19. Aug. 2025                                  | John Terlesky        | David J. North, Gina Lucita Monreal & Brendan Fehily                   | 3,48 Mio.       | –             |
| 11 | Der Sohn des Generals    | Flight of Icarus       | 27. Jan. 2025        | –                                              | Ruben Garcia         | Jennifer Corbett & Gina Lucita Monreal                                 | 4,10 Mio.       | –             |
| 12 | Der Stein in meiner Ecke | Touchstones            | 3. Feb. 2025         | –                                              | Anya Adams           | Gina Lucita Monreal, David J. North & Brendan Fehily                   | 3,91 Mio.       | –             |
| 13 | –                        | Monsoon                | 10. Feb. 2025        | –                                              | Hanelle M. Culpepper | Gina Lucita Monreal                                                    | 3,70 Mio.       | –             |
| 14 | –                        | To Have and To Hold    | 24. März 2025        | –                                              | Diana Valentine      | Shalisha Francis-Feusner                                               | 3,77 Mio.       | –             |
| 15 | –                        | From the Ashes         | 31. März 2025        | –                                              | Hanelle M. Culpepper | Margarita Matthews                                                     | 3,54 Mio.       | –             |
| 16 | –                        | Bugs                   | 14. Apr. 2025        | –                                              | Jessica Lowrey       | Jennifer Corbett, Michael J. Ballin & Thomas Aguilar                   | 3,57 Mio.       | –             |
| Die Handlung dieser Episode findet am 7. Februar 1992 statt. |                          |                        |                      |                                                |                      |                                                                        |                 |               |
| 17 | –                        | Darlin’, Don’t Refrain | 21. Apr. 2025        | –                                              | Pamela Romanowsky    | Gina Lucita Monreal, David J. North & Brendan Fehily                   | 3,89 Mio.       | –             |
| 18 | –                        | Cecilia                | 28. Apr. 2025        | –                                              | Niels Arden Oplev    | Gina Lucita Monreal                                                    | 3,87 Mio.       | –             |